# José Álvarez Junco
José Álvarez Junco (Viella, Lérida, 8 de noviembre de 1942) es un historiador y escritor español que ha sido catedrático emérito de Historia del Pensamiento y de los Movimientos Políticos y Sociales en la Universidad Complutense de Madrid.

## Trayectoria
Cuando José Álvarez Junco tenía pocos años, su familia se trasladó a la localidad zamorana de Villalpando, donde él pasará gran parte de su juventud y será este un paisaje propio. Estudió Derecho y Ciencias Políticas en Madrid donde trabajó con el historiador José Antonio Maravall, que le dirigió su tesis doctoral sobre el pensamiento político del anarquismo español, leída en 1973. Publicará La ideología política del anarquismo español, 1868-1910 en 1976.
Destacan de sus trabajos: Los movimientos obreros en el Madrid del siglo XIX (1981); Periodismo y política en el Madrid de fin de siglo: el primer lerrouxismo (1983); Lecciones de derecho político (1984), en colaboración; El "Emperador del Paralelo". Alejandro Lerroux y la demagogia populista (1990).
Publicó Mater Dolorosa. La idea de España en el siglo XIX (2001), que fue Premio Nacional de Ensayo en 2002, que concede el Ministerio de Cultura, y el Premio Fastenrath de la Real Academia Española en 2003. En este libro hace una aproximación desde el análisis historiográfico, muy alejado del esencialismo que dominó el antiguo debate sobre el Ser de España. A raíz de esta obra y por el contexto político, sostuvo una polémica con Antonio Elorza sobre la idea de nación española. 
Entre 1992 y 2000 ocupó la cátedra Príncipe de Asturias de la Universidad Tufts (Boston) y dirigió el seminario de Estudios Ibéricos del Centro de Estudios Europeos de la Universidad de Harvard. Fue también director del Centro de Estudios Políticos y Constitucionales hasta mayo de 2008 y por virtud de ese cargo, Consejero de Estado. 
Es colaborador de El País y codirige el seminario de Historia Contemporánea del Instituto de Investigación Ortega y Gasset. Su obra ha sido analizada colectivamente en 2013.
Abandonó su puesto de catedrático en la Universidad Complutense de Madrid tras su jubilación en enero de 2014. El 7 de octubre de 2014 en la Fundación Juan March repasó su itinerario vital e intelectual con Santos Juliá. El autor destaca por su modo plural de abordar temas muy candentes aún como son los movimientos sociales, el populismo o la construcción nacional.
En 2016 publica un nuevo libro, Dioses útiles. Naciones y nacionalismo, en donde condensa en un volumen breve y de lectura asequible sus investigaciones en torno al tema del nacionalismo, así como las teorías con más presencia actualmente, intentando racionalizar un problema histórico-político caracterizado por la emocionalidad del mismo.

## Obras
Autor
- — (1971). La Comuna en España. Siglo XXI.[4]
- — (1976). La ideología política del anarquismo español, 1868-1910.[5][6]

- — (1981). Los movimientos obreros en el Madrid del siglo XIX. Madrid: Ayuntamiento de Madrid.
- — (1983). Periodismo y política en el Madrid de fin de siglo: el primer lerrouxismo. Madrid: Ayuntamiento de Madrid.
- — (1990). El "Emperador del Paralelo". Alejandro Lerroux y la demagogia populista. Alianza Editorial.[7]
- — (2001). Mater Dolorosa. La idea de España en el siglo XIX. Taurus Ediciones.[a]
- — (2011). Historia y mito: saber sobre el pasado o cultivo de identidades.
- — (2016). Dioses útiles. Naciones y nacionalismos. Madrid: Galaxia Gutenberg.[8]
- — (2019). A las barricadas. Cultura, identidad y movilización política. Madrid: Ediciones Complutense. [9]
- — (2022). Qué hacer con un pasado sucio. Madrid: Galaxia Gutenberg. ISBN 9788418807640.

Coautor
- —; (junto a Juan Donoso Cortés) (1984). Lecciones de derecho político. Centro de Estudios Constitucionales.
- —; (junto a Ferran Requejo Coll y Justo Beramendi González) (2005). El nombre de la cosa: debate sobre el término "nación" y otros conceptos relacionados. Centro de Estudios Políticos y Constitucionales.
- —; (junto a Jean-René Aymes) (2008). La Guerra de la Independencia: héroes, villanos y víctimas (1808-1814). Lérida: Milenio.
- —; (junto a Mercedes Cabrera) (2011). La mirada del historiador: un viaje por la obra de Santos Juliá.

Coordinador
- Las historias de España: visiones del pasado y construcción de identidad. colección Historia de España Volumen 12 (dirección Josep Fontana y Ramón Villares). Barcelona: Crítica. 2013.